# Yitzhak Katznelson
Yitzhak Katznelson (Jerusalém, 1934) é um matemático israelense.
Katznelson estudou na Universidade Hebraica de Jerusalém (mestrado em 1956), obtendo um doutorado na Sorbonne, com a tese Le calcul symbolique dans quelques algèbres de Banach, orientado por Szolem Mandelbrojt. A partir de 1966 lecionou na Universidade Hebraica de Jerusalém. A partir de 1988 foi Professor na Universidade Stanford.
Em 2002 recebeu por seu livro sobre análise harmônica o Prêmio Leroy P. Steele. É fellow da American Mathematical Society.

## Obras
- An Introduction to harmonic analysis. Wiley 1968, Dover 1976, ISBN 0486633314.